# Ross Millington
Ross Millington (ur. 19 września 1989) – brytyjski lekkoatleta specjalizujący się w biegach długich.
W 2011 zdobył srebrny medal w biegu na 5000 metrów podczas mistrzostw Europy dla sportowców do lat 23. 
Rekord życiowy w biegu na 5000 metrów: 13:36,39 (28 maja 2011, Eugene). 

## Osiągnięcia
| Rok  | Impreza                                   | Miejsce        | Konkurencja      | Lokata      | Wynik    |
| ---- | ----------------------------------------- | -------------- | ---------------- | ----------- | -------- |
| 2011 | Młodzieżowe mistrzostwa Europy            | Ostrawa        | bieg na 5000 m   | 2. miejsce  | 14:22,78 |
| 2014 | Mistrzostwa Europy w biegach przełajowych | Samokow        | bieg seniorów    | 5. miejsce  | 33:00    |
| 2015 | Mistrzostwa Europy w biegach przełajowych | Hyères         | bieg seniorów    | 16. miejsce | 30:36    |
| 2015 | Mistrzostwa Europy w biegach przełajowych | Hyères         | drużyna seniorów | 3. miejsce  |          |
| 2016 | Igrzyska olimpijskie                      | Rio de Janeiro | bieg na 10 000 m | 31. miejsce | 29:14,95 |
| 2016 | Mistrzostwa Europy w biegach przełajowych | Chia           | bieg seniorów    | 32. miejsce | 29:29    |